# Beaufort (Hérault)
Beaufort is een gemeente in het Franse departement Hérault (regio Occitanie) en telt 155 inwoners (1999). De plaats maakt deel uit van het arrondissement Béziers.
Bezienswaardig is het Château de Beaufort.

## Geografie
De oppervlakte van Beaufort bedraagt 6,2 km², de bevolkingsdichtheid is 25,0 inwoners per km².

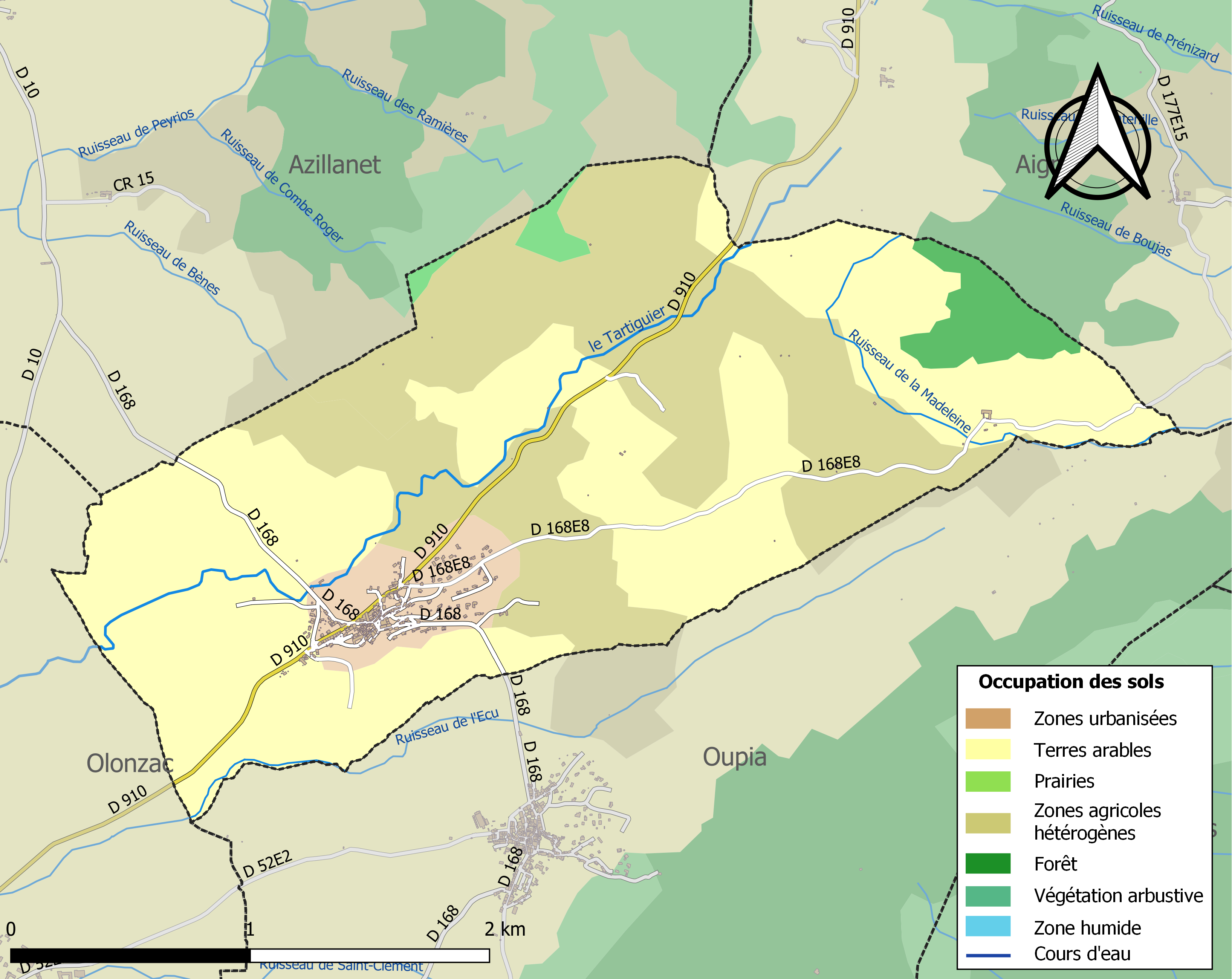
Kaart van de gemeente met de belangrijkste infrastructuur, bodemgebruik en omliggende gemeenten

## Demografie
Onderstaande figuur toont het verloop van het inwonertal (bron: INSEE-tellingen).